# Топила
Топи́ла (укр. Топила) — село,
Мировский сельский совет,
Томаковский район,
Днепропетровская область,
Украина.
Код КОАТУУ — 1225485506. Население по переписи 2001 года составляло 1426 человек .

## Географическое положение
Село Топила находится на правом берегу реки Томаковка в месте впадения в неё реки Топила,
выше по течению примыкает пгт Томаковка,
ниже по течению на расстоянии в 3 км расположено село Весёлая Фёдоровка,
на противоположном берегу — посёлок Мировое и село Настасовка,
выше по течению на расстоянии в 2,5 км расположено село Семёновка.

## История
- Село Топила возникло в 1921 году, когда от посёлка Томаковка была отделена его южная часть.

## Объекты социальной сферы
- Амбулатория.
- Дом культуры.

## Достопримечательности
- Дом земской школы.